# Kolbovce, Stropkov
Kolbovce este o comună slovacă, aflată în districtul Stropkov din regiunea Prešov. Localitatea se află la altitudinea de 211 m deasupra n.m., se întinde pe o suprafață de 9,43 km2 și în 2017 număra 193 de locuitori.

## Istoric
Localitatea Kolbovce este atestată documentar din 1408.

## Demografie
| An:                | 1994 | 2004    | 2014    | 2024   |
| ------------------ | ---- | ------- | ------- | ------ |
| Număr de persoane: | 143  | 176     | 199     | 185    |
| Diferență:         |      | +23,07% | +13,06% | −7,03% |

| An:                | 2023 | 2024   |
| ------------------ | ---- | ------ |
| Număr de persoane: | 188  | 185    |
| Diferență:         |      | −1,59% |